# Nordische Skiweltmeisterschaften 1929/Teilnehmer (Norwegen)
| Goldmedaillen | Silbermedaillen | Bronzemedaillen |
| ------------- | --------------- | --------------- |
| 2             | 2               | 1               |

Norwegen nahm an den 6. Nordischen Skiweltmeisterschaften, die vom 5. bis 10. Februar 1929 in Zakopane in Polen stattfanden, mit 10 Skisportlern in den offiziellen Einzelwettbewerben teil.
Vorwiegend traten die Norweger im Skispringen und der Nordischen Kombination an und vermochte in diesen beiden Wettbewerben fünf von möglichen sechs Medaillen für ihr Land zu gewinnen. Sigmund Ruud krönte sich auf der Wielka Krokiew zum Skisprung-Weltmeister. Hans Vinjarengen eroberte den Weltmeistertitel in der Nordischen Kombination.

## Teilnehmer und Ergebnisse
| Sportler           | Verein           | Skilanglauf 18 km | Skilanglauf 50 km | Skispringen K-60 | N. Komb. 18 km / K-60 | Ski Alpin Abfahrt | Patrouille 28 km |
| ------------------ | ---------------- | ----------------- | ----------------- | ---------------- | --------------------- | ----------------- | ---------------- |
| Peder Belgum       |                  | –                 | DNF               | 22.              | 6.                    | –                 | –                |
| Arne Busterud      | Vang SF          | –                 | –                 | 6.               | 10.                   | –                 | –                |
| Hagbart Haakonsen  | IL i BUL (Oslo)  | 5.                | 17.               | –                | –                     | –                 | –                |
| Christian Holmen   | IL Heming (Oslo) | –                 | –                 | 7.               | 12.                   | –                 | –                |
| Kristian Johannson |                  | –                 | –                 | 2.               | 5.                    | –                 | –                |
| Hans Kleppen       | IL Skarphedin    | –                 | –                 | 3.               | 28.                   | –                 | –                |
| Sigmund Ruud       | Kongsberg IF     | –                 | –                 | 1.               | 16.                   | –                 | –                |
| Leif Skagnæs       |                  | –                 | 7.                | 18.              | 11.                   | –                 | –                |
| Ole Stenen         | Øyer Idrettslag  | –                 | 9.                | 19.              | 2.                    | –                 | –                |
| Hans Vinjarengen   | Nordre Land IL   | –                 | –                 | 5.               | 1.                    | –                 | –                |

## Legende
- DNF = Did not finish (nicht beendet)